# Sarah Fisher
Sarah Marie Fisher (ur. 4 października 1980 roku w Columbus) – amerykańska zawodniczka startująca w wyścigach samochodowych.
W 2002 roku została pierwszą kobietą w historii amerykańskich serii wyścigowych o otwartym nadwoziu, która wywalczyła pole position (na torze Kentucky Speedway).

## Indy Racing League (1999-2004)
Karierę rozpoczęła w 1990 roku w wyścigach gokartów. Później, co jest typowe dla amerykańskiego modelu rozwoju młodych kierowców, przesiadła się po pojazdów typu midget i sprint car.
Celem Fisher była seria Indy Racing League. W 1999 roku pomyślnie zaliczyła obowiązkowy test na torze Texas Motor Speedway i w barwach ekipy Pelfrey wzięła udział w wyścigu na tymże obiekcie. Nie ukończyła go z powodu awarii technicznej.
W 2000 roku podpisała kontrakt na pełny sezon startów w IRL. Jej pracodawcą został Derrick Walker (równocześnie wystawiający zespół w konkurencyjnej serii CART). Pojawienie się Fisher wywołało spore poruszenie w mediach; w maju tego roku została trzecią kobietą w historii, która zakwalifikowała się do Indianapolis 500. W trakcie tego wyścigu zderzyła się z drugą kobietą w stawce, Lyn St. James.
Pierwszy sezon obfitował w niepowodzenia, ale w przedostatniej rundzie, na torze Kentucky Speedway, zajęła znakomite trzecie miejsce.
W sezonie 2001 osiągnęła swój najlepszy wynik w dotychczasowej karierze, drugie miejsce, na torze Homestead-Miami Speedway.
W 2002 roku przeniosła się do zespołu Dreyer & Reinbold Racing. Wzięła udział w dziesięciu spośród piętnastu wyścigów, jej najlepszym wynikiem była czwarta pozycja w Nazareth. Podczas kwalifikacji do wyścigu na torze Kentucky Speedway jako pierwsza kobieta w historii amerykańskich sportów motorowych wywalczyła pole position. Osiągnęła wówczas średnią prędkość jednego okrążenia 221.390 mph, co do dziś pozostaje oficjalnym rekordem tego obiektu.
We wrześniu 2002 roku, przy okazji Grand Prix USA wykonała kilkanaście okrążeń za kierownicą bolidu Formuły 1 zespołu McLarena.
W ekipie Dreyer & Reinbold startowała do końca sezonu 2003, po którym nie znalazła nowego pracodawcy. Mimo obiecujących prognoz, Fisher zaliczyła sporą liczbę wypadków i kolizji, które niekorzystnie wpłynęły na jej wizerunek.
W 2004 roku wzięła udział w Indianapolis 500, dzięki jednorazowej ofercie zespołu Kelley Racing.

## NASCAR
W 2005 roku startowała w jednej z regionalnych serii cyklu NASCAR - Grand National Division West Series, gdzie zajęła dwunaste miejsce w punktacji generalnej. Nie była jednak w stanie zebrać budżetu na dalsze występy i postanowiła powrócić do Indy Racing League.

## IRL IndyCar Series (2006 - 2010)
W 2006 roku zaliczyła dwa wyścigi w barwach zespołu Dreyer & Reinbold Racing, którego właściciele, Robbie Buhl i Dennis Reinbold, postanowili dać jej drugą szansę. Fisher zaprezentowała się z dobrej strony i w 2007 roku podpisała kontrakt na pełny sezon startów; jej pierwszy od czterech lat. Partnerem w zespole był zwycięzca Indianapolis 500 z 2004 roku, Buddy Rice.

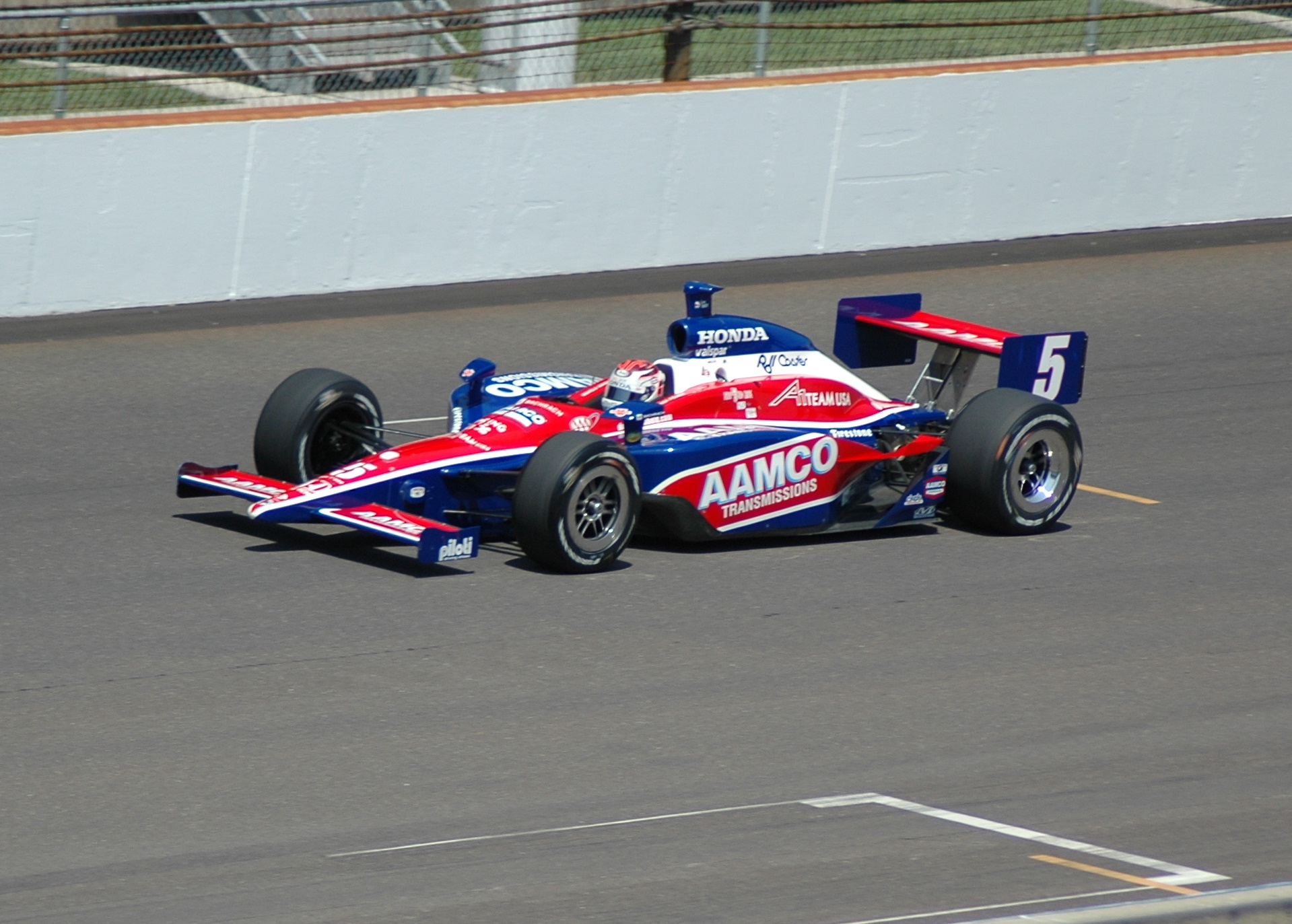
Sarah Fisher (Dreyer & Reinbold Racing) podczas treningu przed Indianapolis 500 (2007)

W sezonie 2007 Fisher nie ukończyła tylko trzech z siedemnastu wyścigów, co stanowiło ogromny kontrast w porównaniu do wcześniejszych lat, naznaczonych wypadkami i awariami technicznymi. Jej najlepszym wynikiem było siódme miejsce na torze Iowa Speedway, ale pozostałe rezultaty znacznie odbiegały od oczekiwań; gdyż zespół Dreyer & Reinbold był jednym ze słabszych w całej stawce IRL.
Szukając nowych rozwiązań, Fisher zdecydowała się założyć własny zespół. W tym projekcie główną rolę odegrali jej mąż Andy O'Gara i jego ojciec Jim (obaj byli pracownikami Dreyer & Reinbold).
W 2008 roku Fisher w barwach własnego zespołu wzięła udział w trzech wyścigach, w tym Indianapolis 500. Przygotowania do tego wyścigu miały dramatyczny przebieg, gdyż w ostatniej chwili wycofał się główny sponsor (Gravity Entertainment), co postawiło pod znakiem zapytania jej start w majowym klasyku. Dzięki wsparciu kilku lokalnych firm oraz wzięciu kredytu pod zastaw własnego domu, Fisher mogła jednak wystartować, ale w trakcie rywalizacji została uderzona przez Tony Kanaana, który chwilę wcześniej rozbił się o zewnętrzną ścianę. 
Po wyścigu Fisher w bardzo emocjonalny sposób podała w wątpliwość udział w dwóch dalszych, zaplanowanych na sezon 2008 zawodach, gdyż dobry wynik w Indianapolis był podstawą do negocjacji z nowymi sponsorami.
Mimo bardzo pechowego niepowodzenia w Indianapolis, determinacja Fisher została doceniona przez sieć sklepów handlu detalicznego, Dollar General, który sfinansował dwa pozostałe starty w 2008, oraz program sześciu wyścigów w sezonie 2009, zostając głównym sponsorem zespołu. Jej najlepszym wynikiem w 2009 było dwunaste miejsce na torze Kentucky Speedway.
W 2010 roku planowała wystartować w dziewięciu wyścigach (wszystkie owale oprócz Twin Ring Motegi oraz tor uliczny w St. Petersburg i drogowy Barber Motorsports Park). Nastąpiła jednak zmiana planów i w wyścigach drogowych wystartował w jej samochodzie Graham Rahal. Po raz pierwszy Fisher wystawiała także drugi samochód, którego kierowcą w czterech wyścigach był Jay Howard.
29 listopada 2010 roku ogłosiła zakończenie czynnej kariery celem skupienia uwagi na prowadzeniu własnego zespołu. Jej następcą w roli kierowcy na sezon 2011 został Ed Carpenter.

## Starty w Indianapolis 500
| Rok  | Nadwozie | Silnik     | Start | Wynik | Uwagi                  |
| ---- | -------- | ---------- | ----- | ----- | ---------------------- |
| 2000 | Dallara  | Oldsmobile | 19    | 31    | Wypadek                |
| 2001 | Dallara  | Oldsmobile | 15    | 31    | Wypadek                |
| 2002 | G-Force  | Nissan     | 9     | 24    |                        |
| 2003 | Dallara  | Chevrolet  | 24    | 31    | Wypadek                |
| 2004 | Dallara  | Toyota     | 19    | 21    |                        |
| 2007 | Dallara  | Honda      | 21    | 18    |                        |
| 2008 | Dallara  | Honda      | 22    | 30    | Wypadek                |
| 2009 | Dallara  | Honda      | 21    | 17    |                        |
| 2010 | Dallara  | Honda      | 29    | 26    | Uszkodzenie po wypadku |

## Życie prywatne
Sarah Fisher jest jedynaczką. W 2007 roku wyszła za mąż za Andy O'Garę, którego poznała w trakcie występów w Dreyer & Reinbold Racing, gdzie był jednym z mechaników. Obecnie O'Gara pełni funkcję Głównego Menedżera zespołu Fisher Racing. Para mieszka na stałe w Beech Grove w stanie Indiana.